# Wereldkampioenschappen tafeltennis 1999
De wereldkampioenschappen tafeltennis 1999 werden van 2 t/m 8 augustus gehouden in het Indoor-Sportcentrum in Eindhoven, Nederland.
Oorspronkelijk zouden de wereldkampioenschappen  plaatsvinden in Belgrado, Joegoslavië van 26 april tot 9 mei 1999, maar vanwege de NAVO bombardementen op Belgrado werd het kampioenschap uitgesteld en opgesplitst: de vijf individuele onderdelen werden in augustus in Eindhoven gespeeld en beide teamonderdelen werden in 2000 in Maleisië gespeeld.
Op het programma stonden vijf onderdelen:
- Enkelspel mannen. Regerend kampioen was  Jan-Ove Waldner.
- Enkelspel vrouwen. Regerend kampioen was  Deng Yaping.
- Dubbelspel mannen. Regerend kampioenen waren  Liu Guoliang en  Kong Linghui.
- Dubbelspel vrouwen. Regerend kampioenen waren  Deng Yaping en  Yang Ying.
- Gemengd dubbel. Regerend kampioenen waren  Wu Na en  Liu Guoliang.

De winnaars mogen zich voor twee jaar wereldkampioen noemen. De verliezend finalist ontvangt de zilveren medaille. De verliezers van de halve finales ontvangen de bronzen medaille. Er wordt dus geen wedstrijd om de 3 plaatst gespeeld.

## Medailles

### Medaillewinnaars
| Onderdeel        | Goud                      | Zilver             | Brons                                                        |
| Enkelspel (m)    | Liu Guoliang              | Ma Lin             | Werner Schlager Jan-Ove Waldner                              |
| Enkelspel (v)    | Wang Nan                  | Zhang Yining       | Li Nan Ryu Ji-hae                                            |
| Dubbel (m)       | Liu Guoliang Kong Linghui | Wang Liqin Yan Sen | Zoran Primorac Vladimir Samsonov Kim Taek-soo Park Sang-joon |
| Dubbel (v)       | Wang Nan Li Ju            | Sun Jin Yang Ying  | Zhang Yingying Zhang Yining Kim Moo-kyo Park Hae-jung        |
| Dubbel (gemengd) | Ma Lin Zhang Yingying     | Feng Zhe Sun Jin   | Wang Liqin Wang Nan Qin Zhijian Yang Ying                    |

### Medailleklassement
Dubbelparen uit verschillende landen gelden ieder als 0,5.
| Plaats | Land        | Goud | Zilver | Brons | Totaal |
| 1      | China       | 5    | 5      | 4     | 14     |
| 2      | Zuid-Korea  | 0    | 0      | 3     | 3      |
| 3      | Oostenrijk  | 0    | 0      | 1     | 1      |
| 3      | Zweden      | 0    | 0      | 1     | 1      |
| 5      | Kroatië     | 0    | 0      | 0,5   | 0,5    |
| 5      | Wit-Rusland | 0    | 0      | 0,5   | 0,5    |
| Totaal | Totaal      | 5    | 5      | 10    | 20     |